# پژوهشگاه علوم و فناوری اطلاعات ایران
پژوهشگاه علوم و فناوری اطلاعات ایران (ایرانداک) در یکم مهر ۱۳۴۷ با نام «مرکز اسناد ایران» تأسیس شد و از سال ۱۳۸۸ به این نام خوانده می‌شود.

## دربارهٔ پژوهشگاه
پژوهشگاه علوم و فناوری اطلاعات ایران در مهر ۱۳۴۷ تأسیس شد. مأموریت ایرانداک پژوهش، مدیریت دانش، آموزش، همکاری‌های پژوهشی و اطلاع‌رسانی، و پشتیبانی از سیاست‌گذاری علم و فناوری است.

## پژوهش
مأموریت ایرانداک در سازمانی وابسته به وزارت علوم، تحقیقات و فناوری و زیر نظر هیئت امناء با نام نمادین «گنج دانش» و شعار «به ازگنج دانش به گیتی کجاست» انجام می‌شود. پژوهش در ایرانداک در سه پژوهشکده به انجام می‌رسد. دستاورد این مأموریت به شکل گزارش، کتاب، مقاله نشریه، مقاله همایش، سخنرانی و میزگرد ارائه می‌شود.
انتشار پژوهش‌نامه مدیریت و پردازش اطلاعات از سال ۱۳۵۱شروع شد. بسیاری از خدمات پژوهشی ایرانداک نیز از سال ۱۳۵۰ عرضه می‌شوند.

## مدیریت دانش
دستاوردهای مدیریت دانش و اطلاعات علمی و فنی کشور در سامانه‌ها و پایگاه‌های اطلاعات ارائه می‌شوند. پایگاه اطلاعات گنج با صدها هزار رکورد از پربازدیدترین پایگاه اطلاعات علمی و فنی کشور است. تولید ارزش افزوده و اطلاعات پشتیبان و همچنین تحلیل اطلاعات، بخشی دیگر از مدیریت دانش است و سامانه‌های پیشینة پژوهش، همانندجو، دروازه اطلاعات علمی ایران، اصطلاح‌نامه، راهنمای پژوهش و پژوهشگران، پرسشنامه ساز پرسا و نمای مقاله‌های ایرانیان در جهان نمونه‌هایی از آنها هستند.

## آموزش
ایرانداک از سال ۱۳۶۱ دوره‌های آموزشی کوتاه‌مدت ارائه می‌کند و از سال ۱۳۹۰ در سه رشتة مدیریت فناوری اطلاعات، علم اطلاعات و دانش‌شناسی، و مهندسی فناوری اطلاعات دانشجوی دکترا پذیرفته‌است.

## همکاری و هماهنگی
از سال ۱۳۴۸ همکاری‌های اطلاع‌رسانی در کشور با اجرای طرح امانت میان کتابخانه‌ها در ایرانداک آغاز گردید. این طرح به نام امین خوانده می‌شود. از سال ۱۳۷۴ طرحی با نام غدیر (عضویت فراگیر کتابخانه‌ها) در این زمینه به انجام می‌رسد. فراهم‌آوری منابع علمی برای دانشگاه‌ها و پژوهشگاه‌ها از سال ۱۳۸۷ در شورای تأمین منابع علمی در ایرانداک دنبال می‌شود. ایرانداک با نهادهای جهانی اطلاع‌رسانی مانند «ایفلا» و «ترم‌نت» همکاری دارد. سامانه عرضه و تقاضای پژوهش هم پیوندی است که ایرانداک برای پشتیبانی از همکاری‌های پژوهشی ساخته‌است.

## سیاست‌گذاری علم و فناوری
سیاست‌گذاری در زمینه علم و فناوری در کشور به اطلاعاتی نیاز دارد که فراهم‌آوری بخشی از آن را این پژوهشگاه در سامانه ملی اطلاعات تحقیقاتی (سمات ملی) و بخشی را نیز در داشبورد مدیران انجام می‌دهد. دبیرخانه کمیسیون مدیریت اطلاعات علم و فناوری نیز که در قلمرو وزارت عتف، سیاست‌گذاری می‌کند در اینجاست. پژوهشگاه علوم و فناوری اطلاعات ایران نماینده ایران در شبکه اطلاع‌رسانی آسیا و اقیانوسیه: «اپین» نیز هست از سوی برنامه اطلاعات برای همه یونسکو هدایت می‌شود.

## رئیس کنونی
در تاریخ ۱۴ شهریور ۱۴۰۱، وزیر علوم، تحقیقات و فناوری در پی حکمی، دکتر محمد حسن‌زاده را به سمت ریاست پژوهشگاه علوم و فناوری اطلاعات ایران (ایرانداک) منصوب نمود.